# Церковь Покрова Пресвятой Богородицы при Политехническом институте
Це́рковь Покрова́ Пресвятой Богоро́дицы — православный храм в Санкт-Петербурге на территории Политехнического университета Петра Великого.
Относится к Санкт-Петербургской епархии Русской православной церкви. Входит в состав благочиния храмов в вузах. Настоятель — протоиерей Александр Румянцев.

## История

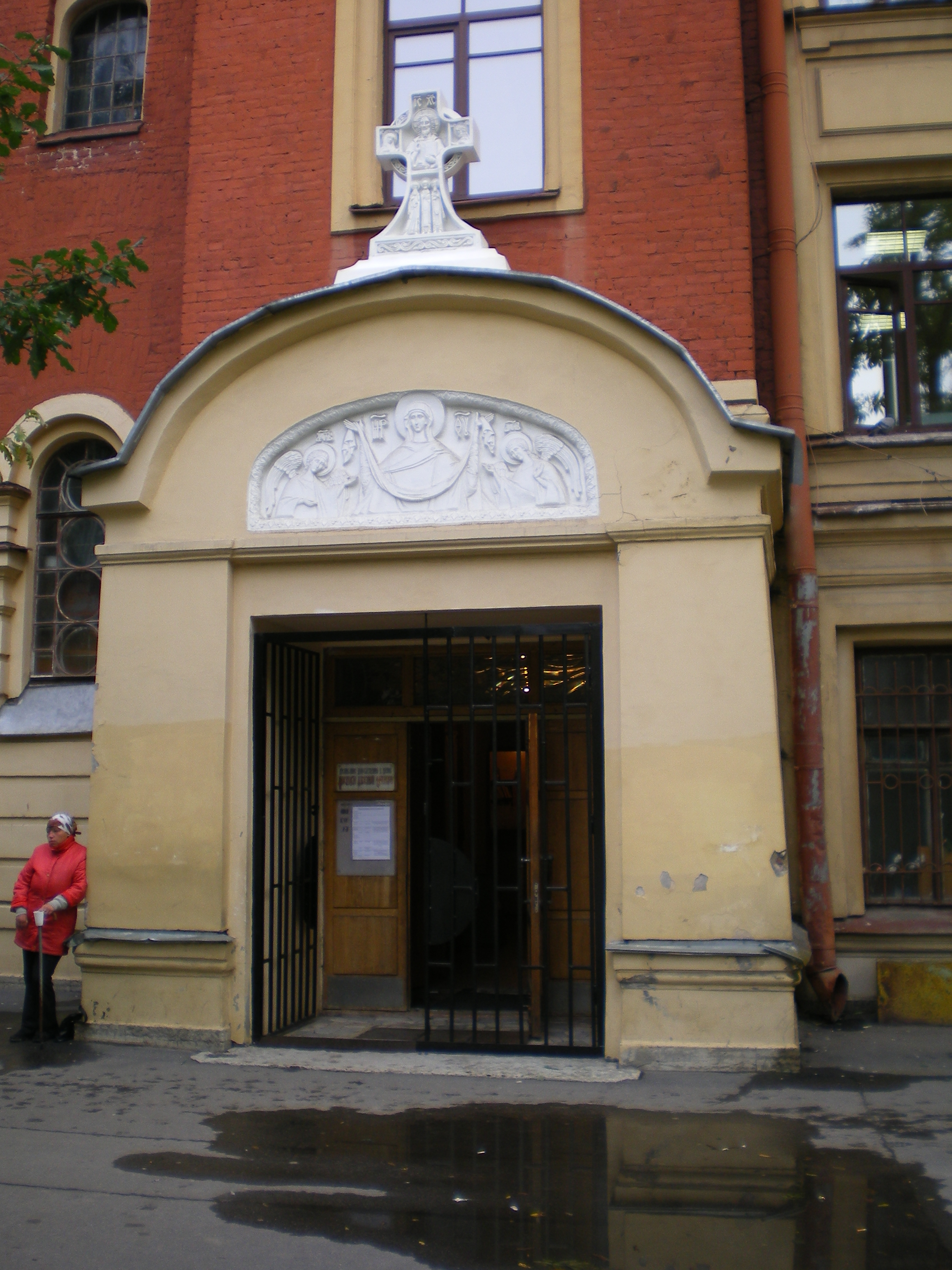

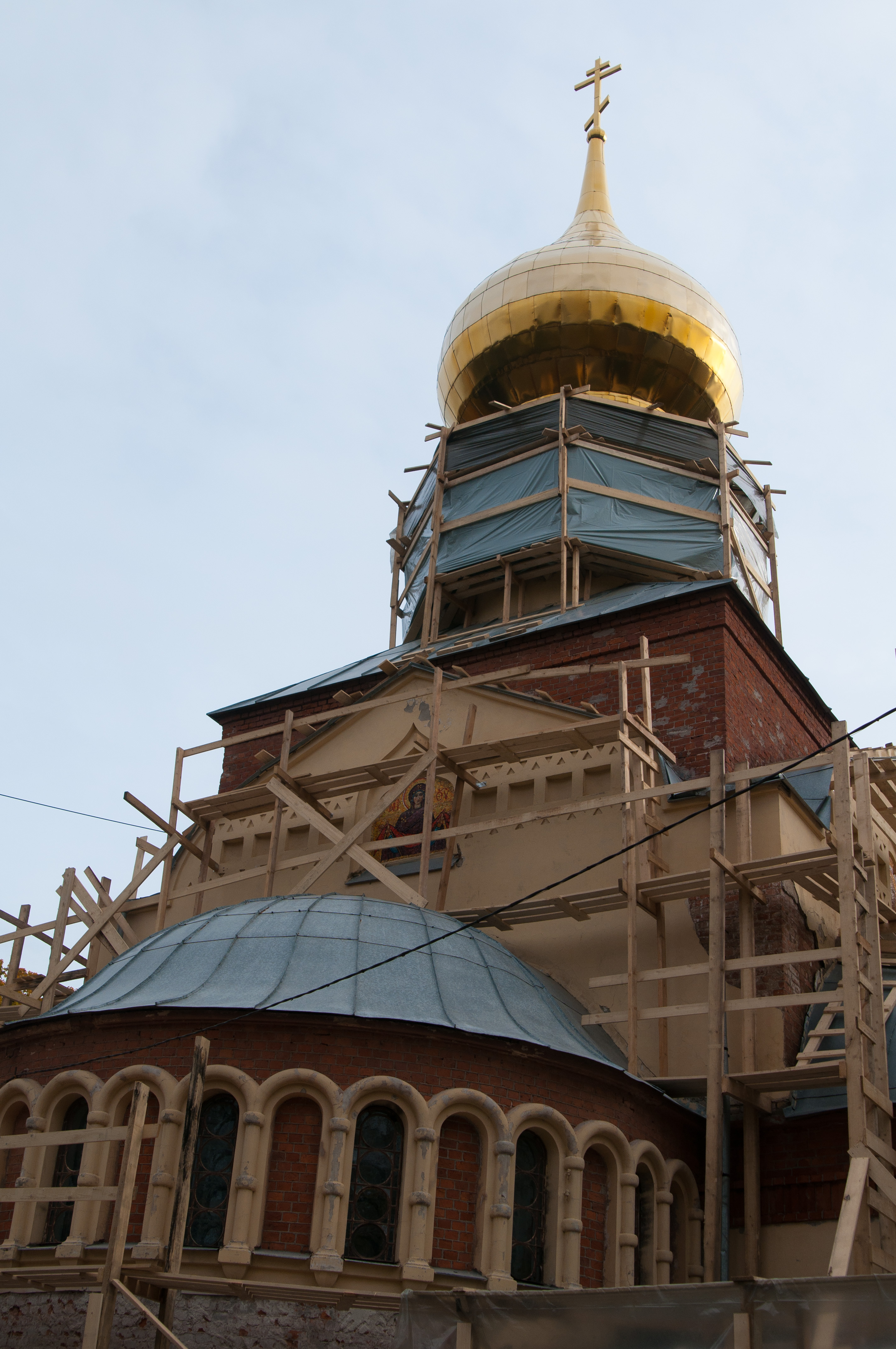
В лесах, сентябрь 2011

После постройки в 1902 году здания Политехнического института встал вопрос об устройстве при нём церкви, так как ближайшая церковь в Лесном находилась далеко. В 1906 году начались проектные разработки. Ещё при проектировании главного здания для этой цели предполагали использовать читальный зал, а алтарь должен был отделяться раздвигающимся металлическим занавесом, но этот замысел был отклонён. Предлагалось также пристроить храм к крылу одного из общежитий или оборудовать его в запасном вестибюле.
Архитектор института Владимир Тавлинов составил соответствующие проекты, но средств найти до 1911 года не смогли.
Вскоре был объявлен конкурс на новый проект, который выиграл гражданский инженер Иосиф Падлевский, преподававший в Политехническом институте курс рисования. Он предложил пристроить церковь со звонницей к юго-западному крылу первого общежития. В марте 1912 года Святейший Синод одобрил этот проект, в который архитектор Василий Косяков внёс некоторые изменения.
6 (19) июня 1912 года храм был заложен. Работы осуществлялись подрядчиком Куликовым под руководством Владимира Тавлинова.
15 (28) декабря 1913 года церковь была освящена епископом Гдовским Вениамином в честь Покрова Пресвятой Богородицы, в память о дне основания института .
В марте 1923 года церковь была закрыта и долгое время, в несколько изменённом виде, использовалась под университетский клуб и склады, а затем под аудиторию военной кафедры университета. Купол и звонница были разобраны.
После преобразования Политехнического института в университет между ним и сложившимся при церкви Покрова Божьей Матери Санкт-Петербургской епархии приходом в 1992 году был заключён договор о совместном использовании здания Покровской церкви. В 1992 году церковь была возвращена Русской православной церкви. 10 апреля 1993 года храм освятил митрополит Иоанн (Снычев).
В 1995 году в церкви был сделан трёхъярусный иконостас, расписаны стены и восстановлены главки и звонница.

## Архитектура, убранство
Церковь построена в неорусском стиле с элементами модерна в виде трёхнефного крестовокупольного здания. Церковь вмещает 850 человек.
Храм двусветный, имел хоры, небольшую главку и снаружи украшался изображениями святых. Сейчас на фасаде мозаики «Покрова Пресвятой Богородицы» и «Нерукотворный Образ Господа нашего Иисуса Христа»; над входом — керамический крест с барельефом лика Господа и святых и барельеф Покрова.
Одноярусный иконостас был спроектирован И. В. Падлевским в подражание древнерусским храмам. В нём размещались иконы Спасителя и Божьей Матери. К моменту освящения в церкви ещё не было живописного убранства. Росписи предполагались, но исполнены не были. В настоящее время в храме возведён трёхъярусный иконостас с живописными иконами. Стены и своды покрываются фресками на евангельские темы.
Венчает храм слегка вытянутый позолоченный луковичный купол на высоком барабане, рядом поставлена небольшая звонница, увенчанная луковичной главкой с крестом. Храм ориентирован алтарём на запад (хотя традиционное направление православных алтарей — на восток), и с запада его завершает алтарная апсида, прорезанная цепью окон.
Утварь в начале XX века поставила известная фирма Порфирия Оловянишникова.

## Духовенство
- Настоятель храма — митрофорный протоиерей Александр Румянцев
- Протоиерей Олег Гуменник
- Протоиерей Димитрий Куликов
- Протоиерей Максим Зенков
- Иерей Леонид Георгиевский
- Протодиакон Александр Попов[3]